# Museo de Bellas Artes de Lyon

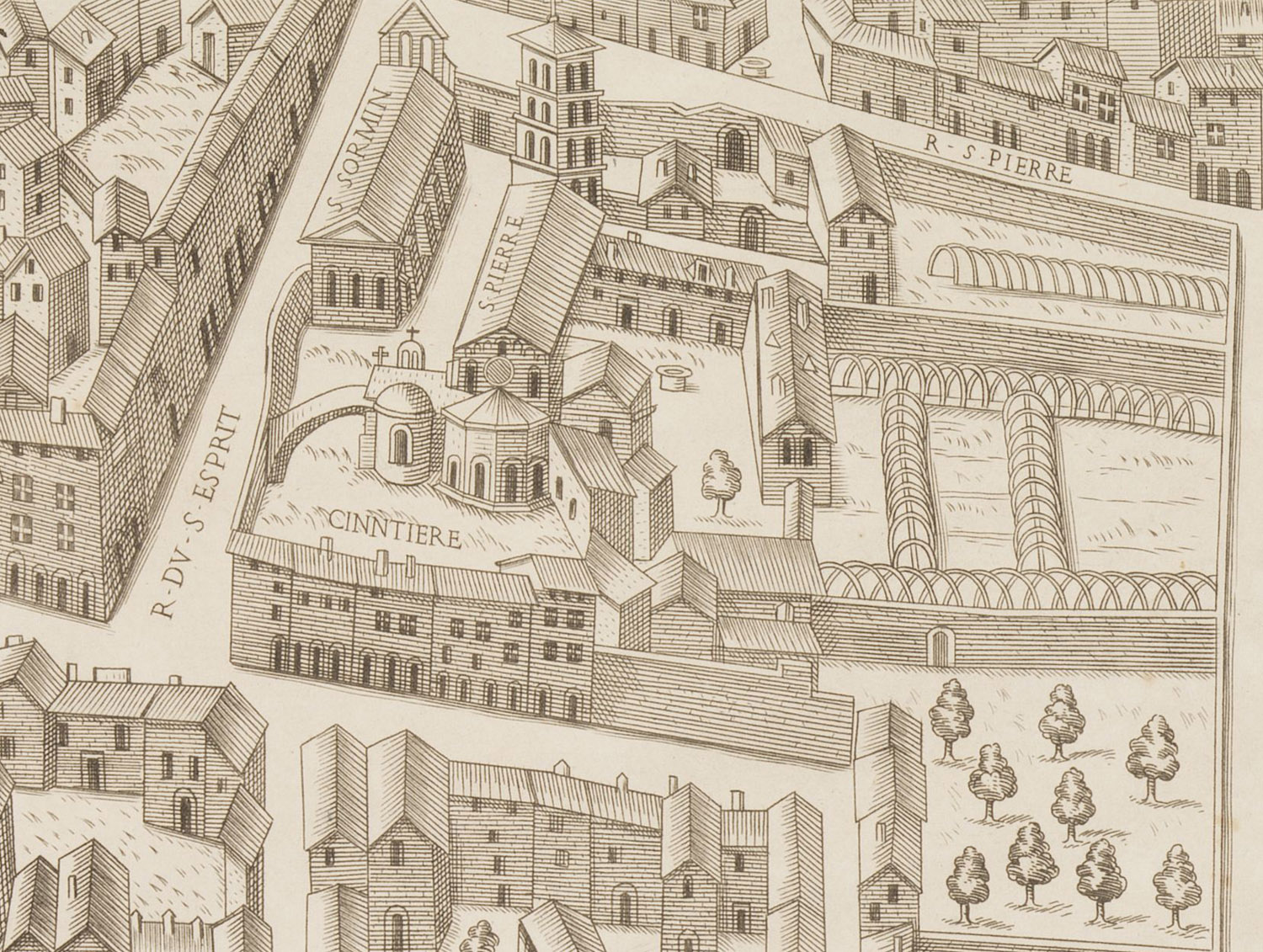
Mapa detallado de la pintoresca ciudad de Lyon que muestra la Abadía de las Damas de Saint-Pierre en 1550, del Archivo Municipal de Lyon.

El Museo de Bellas Artes de Lyon (del francés: Musée des Beaux-Arts de Lyon), en Francia, es el principal museo de la ciudad y uno de los más importantes del país. Abierto desde 1801 —uno de los primeros después del Louvre— el museo alberga colecciones de pinturas, esculturas, antigüedades (egipcias, griegas, romanas, etruscas y de Europa del Este), objetos de arte, monedas y medallas, dibujos y grabados. Ocupa el antiguo Palais Saint-Pierre (Palacio de San Pedro), un antiguo convento de los siglos XVII-XVIII en el centro de la ciudad, en la Place des Terreaux. Por lo tanto, algunas salas del museo siguen la decoración original, como el refectorio o la capilla barroca.

## Pintura
La colección de pintura cubre 35 salas en orden cronológico y presenta un panorama completo de la pintura occidental desde el siglo XIV hasta la actualidad. El siglo XVII, el siglo XIX y XX son los más destacados de la colección. La exposición es cronológica y las diferentes escuelas no se muestran por separado, como en el Louvre o el Metropolitan Museum. La colección del Museo se incrementó con la donación de la actriz Jacqueline Delubac en 1998.
Entre sus pinturas destacables figura la Dánae de Tintoretto y un famoso San Francisco de Zurbarán, que el grabador Jean-Jacques de Boissieu donó al museo, tras comprarlo a un convento al que había sido entregado por María Teresa de Austria, esposa del rey Luis XIV.

## Escultura
La colección se expone en el antiguo claustro de la abadía y la escultura del siglo XIX en la capilla y las habitaciones del primer piso de la antigua obra. Posee cerca de 1300 obras de escultura. Entre ellas se pueden ver esculturas de las escuelas italianas de los siglos XV y XVI.

## Arte Antiguo
Egipto ocupa una gran parte del departamento (el museo posee 14 000 objetos egipcios), con muchas obras de arte exhibidas en nueve salas. En una de las habitaciones se puede ver las puertas de los templos de los faraones Ptolomeo III y Ptolomeo IV. Una sala está dedicada a Oriente y otras cuatro a la antigua Roma y la Grecia antigua y los etruscos.

## Medallas y monedas
Las medallas hacen del museo el segundo en importancia en Francia (después de la Biblioteca Nacional de Francia). Tiene cerca de 50.000 objetos, monedas principalmente, medallas y sellos. Su reputación es internacional y ocupa un lugar destacado en el mundo numismático desde principios de siglo XIX con el descubrimiento del tesoro de la Place des Terreaux, enterrado en 1360, durante la Guerra de los Cien Años.